# دیلهان اریورت
دیلان اریورت (به ترکی استانبولی: Dilhan Eryurt؛ ۲۹ نوامبر ۱۹۲۶، ازمیر، ۱۳ سپتامبر ۲۰۱۲، آنکارا) یک زن ستاره‌شناس اخترفیزیک اهل ترکیه بود.
از سال ۱۹۶۱ تا ۱۹۷۳، اریورت، که اولین دانشمند اهل ترکیه در دانشگاه فنی خاورمیانه بود، در ناسا مشغول به کار شد و دپارتمان اخترفیزیک را در دانشگاه فنی خاورمیانه تأسیس کرد. او از سال ۱۹۸۸ تا ۱۹۹۳ رئیس دانشکده علوم و ادبیات METU شد.
او دانشمندی بود که در تحقیقات و تکامل نجوم مشارکت داشته‌است.

## زندگی
وی در ۲۹ نوامبر ۱۹۲۶ در ازمیر ترکیه متولد شد. پدر وی عبیدین اژه بود که در سال ۱۹۴۴ نماینده مجلس شورای ملی بزرگ ترکیه برای استان دنیزلی بود.
اندکی پس از ورود پدرش به ازمیر، خانواده وی چند سال بعد به استانبول و سپس به آنکارا نقل مکان کردند. وی پس از اتمام تحصیلات ابتدایی خود در آنکارا، به دبیرستان دخترانه آنکارا ادامه داد. در دبیرستان علاقه خاصی به ریاضیات داشت. به همین دلیل پس از فارغ‌التحصیلی از دبیرستان، وارد دانشگاه استانبول، گروه ریاضی و نجوم شد. وی در دوران تحصیل در دانشگاه علاقه خود را به نجوم دنبال کرد.
پس از فارغ‌التحصیل شدن در دانشگاه استانبول، در سال ۱۹۴۶، او به مدت دو سال به عنوان دستیار افتخاری در Tevfik Oktay Kabakçıoğlu مشغول به کار شد که به افتتاح بخش نجوم در دانشگاه آنکارا منصوب شد. وی مدتی تحصیلات خود را در دانشگاه میشیگان ادامه داد و در سال ۱۹۵۳ دوره دکترای خود را در گروه اخترفیزیک در دانشگاه آنکارا به پایان رساند و سپس استادیار دانشگاه شد.
در سال ۱۹۵۹، وی با بورسیه آژانس بین‌المللی انرژی اتمی به مدت دو سال به کانادا رفت. در آنجا با آلستیر جی دبلیو کامرون همکاری کرد. او سپس به ایالات متحده رفت و در فدراسیون Soroptimist آمریکا در دانشگاه ایندیانا، در شناسنامه مدل‌های ستاره در رصدخانه گوته پیوند مشغول به کار شد. او با مارشال وروبل همکاری کرد. پس از این تجربه، او در مرکز پرواز فضایی گودارد ناسا کار کرد. او با آلستیر جی دبلیو کامرون در زمینه تحقیق در زمینه تاریخ خورشید همکاری داشت. در این دوره او تنها زن ستاره‌شناس بود که در این مؤسسه کار می‌کرد.
کار دیلان اریورت در انستیتوی گودارد حقایقی در مورد خورشید را فاش کرد که تا آن زمان قابل درک نبودند. این واقعیت که میزان روشنایی خورشید از زمان شکل‌گیری آن بیشتر نشده‌است نشان داد که در گذشته بسیار روشن‌تر و گرم‌تر بود. مطالعات در آن زمان برای تأثیرگذاری بر روند پروازهای جدید فضایی مهم بودند. در سال ۱۹۶۹ به دلیل کار موفق در اولین فرود روی ماه، جایزه دستاورد آپولو را دریافت کرد. پس از گذراندن دو سال تحصیل در مؤسسه گودارد، اریورت به عنوان محقق ارشد به فعالیت خود در این مؤسسه ادامه داد. این مؤسسه او را به دانشگاه کالیفرنیا فرستاد تا در مورد شکل‌گیری و رشد ستاره‌ها تحقیق کند.
در سال ۱۹۶۸، او به ترکیه آمد و اولین کنگره ملی نجوم را با حمایت شورای تحقیقات علمی و فناوری ترکیه ترتیب داد.
بین سالهای ۱۹۶۹ و ۱۹۷۳، وی تحقیقات علمی خود را در ناسا ادامه داد. در سال ۱۹۷۳ به بخش فیزیک ODTÜ بازگشت و شعبه اخترفیزیک را تأسیس کرد. در سال ۱۹۷۷ به وی جایزه علوم Tübitak اعطا شد. در سال ۱۹۸۸، وی به مدت شش ماه رئیس گروه فیزیک بود، و سپس به مدت پنج سال به عنوان رئیس دانشکده علوم و نامه‌ها درآمد. در سال ۱۹۹۳، بازنشسته شد.

## درگذشت
وی پس از سکته قلبی در ۱۳ سپتامبر ۲۰۱۲ در آنکارا درگذشت.